# میدژور
میدژور (به صربی: Midžor) یک قله در صربستان است که در شهرستان چوپرن واقع شده‌است. میدژور ۲٬۱۶۹ متر بالاتر از سطح دریا واقع شده‌است.